# Hysterostomella leptospila
Hysterostomella leptospila är en svampart som först beskrevs av Berk. & M.A. Curtis, och fick sitt nu gällande namn av Franz Xaver von Höhnel 1909. Hysterostomella leptospila ingår i släktet Hysterostomella och familjen Parmulariaceae.   Inga underarter finns listade i Catalogue of Life.